# Nancy Cooper
Nancy Cooper ist eine US-amerikanische Journalistin. Sie war von 2018 bis März 2025 Chefredakteurin des New Yorker Nachrichtenmagazins Newsweek.
Journalistin ist sie seit 1982 und arbeitete zuerst in der Leserbriefabteilung von Newsweek. Für die nationale und internationale Redaktion von Newsweek war sie Rechercheurin, Journalistin und Redaktionsleiterin. Danach war sie bei Newsweek bis 2008 Leiterin der Abteilung für Spezialprojekte. Als stellvertretende Produktionsleiterin wechselte sie zu The Takeaway. The Takeaway ist eine Morgenshow von WNYC, dem Flaggschiff des New York Public Radios. Von dort wechselte sie zum Nachrichtensender MSNBC als Redakteurin. Für die International Business Times arbeitete sie als Redaktionsleiterin ab April 2014. Zusätzlich ist sie seit 2018 als Nachfolgerin von Bob Roe Chefredakteurin von Newsweek.
Ihr Redaktionsteam gewann mehrere Journalistenpreise, zum Beispiel den Preis des Overseas Press Clubs, den Preis der American Business Editors and Writers (SABEW) und den National Magazine Award.